# The WB
The WB Television Network (abbreviata in The WB e soprannominata come "Frog Network" in onore della sua ex mascotte Michigan J. Frog) era un'emittente televisiva statunitense lanciata nella televisione terrestre l'11 gennaio 1995 come una joint venture tra la divisione Warner Bros. Entertainment di Time Warner e la filiale Tribune Broadcasting di Tribune Company, con la prima in qualità di partner di controllo (e da cui il canale ha preso il nome). La rete ha trasmesso programmi rivolti ad adolescenti e giovani adulti tra i 12 e i 34 anni, con la sua divisione per bambini, Kids' WB, orientata ai bambini dai 6 ai 12 anni.